# Lutas nos Jogos Pan-Americanos de 2019 - Livre até 53 kg feminino
A categoria até 53 kg feminino foi um dos eventos da luta livre nos Jogos Pan-Americanos de 2019. Foi disputada em 8 de agosto, no Coliseu Miguel Grau.

## Calendário
Horário local (UTC-5).
| Data        | Horário | Fase                |
| ----------- | ------- | ------------------- |
| 8 de agosto | 10:32   | Quartas de final    |
| 8 de agosto | 11:18   | Semifinal           |
| 8 de agosto | 16:48   | Disputa pelo bronze |
| 8 de agosto | 16:59   | Final               |

## Medalhistas
| Ouro   | USA Sarah Hildebrandt               |
| Prata  | VEN Betzabeth Argüello              |
| Bronze | CAN Jade Parsons CUB Lianna Montero |

## Resultados

### Chave
|  | Quartas-de-final         | Quartas-de-final         | Quartas-de-final |  |  | Semifinais               | Semifinais               | Semifinais               |   |                         | Final                   | Final | Final |
|  |                          |                          |                  |  |  |                          |                          |                          |   |                         |                         |       |       |
|  | Luisa Valverde (ECU)     | Luisa Valverde (ECU)     | 0                |  |  |                          |                          |                          |   |                         |                         |       |       |
|  | Sarah Hildebrandt (USA)  | Sarah Hildebrandt (USA)  | 8                |  |  | Sarah Hildebrandt (USA)  | Sarah Hildebrandt (USA)  | 10                       |   |                         |                         |       |       |
|  | Jade Parsons (CAN)       | Jade Parsons (CAN)       | 5F               |  |  | Jade Parsons (CAN)       | Jade Parsons (CAN)       | 0                        |   |                         |                         |       |       |
|  | Dannia Figueroa (COL)    | Dannia Figueroa (COL)    | 0                |  |  |                          |                          |                          |   | Sarah Hildebrandt (USA) | Sarah Hildebrandt (USA) | 10    |       |
|  | Lianna Montero (CUB)     | Lianna Montero (CUB)     | 8                |  |  |                          | Betzabeth Argüello (VEN) | Betzabeth Argüello (VEN) | 0 |                         |                         |       |       |
|  | Camila Fama (BRA)        | Camila Fama (BRA)        | 0                |  |  | Lianna Montero (CUB)     | Lianna Montero (CUB)     | 1                        |   |                         |                         |       |       |
|  | Betzabeth Argüello (VEN) | Betzabeth Argüello (VEN) | 4F               |  |  | Betzabeth Argüello (VEN) | Betzabeth Argüello (VEN) | 4F                       |   |                         |                         |       |       |
|  | Justina Benites (PER)    | Justina Benites (PER)    | 0                |  |  |                          |                          |                          |   |                         |                         |       |       |
|  |                          |                          |                  |  |  |                          |                          |                          |   |                         |                         |       |       |
|  |                          |                          |                  |  |  |                          |                          |                          |   |                         |                         |       |       |

### Repescagem
|  | Primeira rodada      | Primeira rodada    | Primeira rodada |  |  | Disputa pelo bronze  | Disputa pelo bronze  | Disputa pelo bronze |
|  |                      |                    |                 |  |  |                      |                      |                     |
|  | Luisa Valverde (ECU) |                    |                 |  |  |                      |                      |                     |
|  | bye                  | bye                |                 |  |  | Luisa Valverde (ECU) | Luisa Valverde (ECU) | 3                   |
|  | Jade Parsons (CAN)   | Jade Parsons (CAN) |                 |  |  | Jade Parsons (CAN)   | Jade Parsons (CAN)   | 6                   |
|  | bye                  |                    |                 |  |  |                      |                      |                     |
|  |                      |                    |                 |  |  |                      |                      |                     |
|  |                      |                    |                 |  |  |                      |                      |                     |
|  |                      |                    |                 |  |  |                      |                      |                     |

|  | Primeira rodada       | Primeira rodada      | Primeira rodada |  |  | Disputa pelo bronze   | Disputa pelo bronze   | Disputa pelo bronze |
|  |                       |                      |                 |  |  |                       |                       |                     |
|  | Justina Benites (PER) |                      |                 |  |  |                       |                       |                     |
|  | bye                   | bye                  |                 |  |  | Justina Benites (PER) | Justina Benites (PER) | 0                   |
|  | Lianna Montero (CUB)  | Lianna Montero (CUB) |                 |  |  | Lianna Montero (CUB)  | Lianna Montero (CUB)  | 11                  |
|  | bye                   |                      |                 |  |  |                       |                       |                     |
|  |                       |                      |                 |  |  |                       |                       |                     |
|  |                       |                      |                 |  |  |                       |                       |                     |
|  |                       |                      |                 |  |  |                       |                       |                     |